# 31240 Кейтріане
31240 Кейтріане (31240 Katrianne) — астероїд головного поясу, відкритий 20 лютого 1998 року.
Тіссеранів параметр щодо Юпітера — 3,293.